# Bia lager

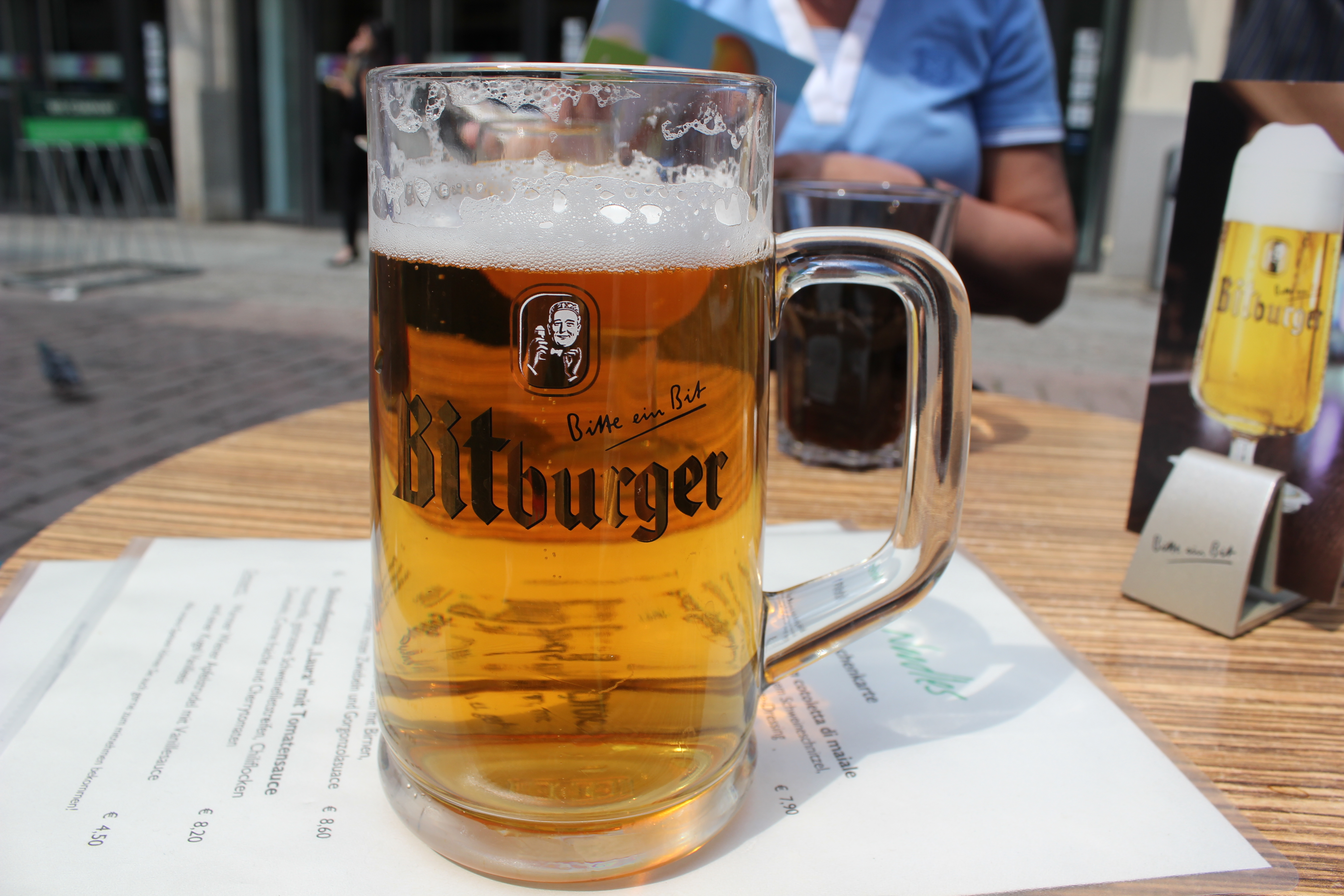
Một ly lager từ Bitburger, một nhà máy bia của Đức

Lager là một loại bia được lên men ở nhiệt độ thấp.  Thuật ngữ này cũng có thể được sử dụng như một động từ để mô tả quá trình lên men lạnh.  Lagers có thể  pale, amber, hoặc dark.  Pale lager là phong cách bia được tiêu thụ rộng rãi và thương mại nhất.  Các thương hiệu nổi tiếng bao gồm Pilsner Urquell, Molson Canada, Miller, Stella Artois, Beck's, Brahma, Budweiser Budvar, Corona, Snow, Tsingtao, Singha, Kirin, Heineken, Carling, Foster's, Carlsberg, Birra Moretti và Tennents.
Cùng với sự phát triển trong làm lạnh, hầu hết các lager cũng được phân biệt bằng cách sử dụng men sacaromyces pastorianus, một loại men "lên men chìm" cũng lên men ở nhiệt độ tương đối lạnh.  Có thể sử dụng men lager trong quy trình lên men ấm, chẳng hạn như với bia hơi của Mỹ, trong khi Altbier và Kölsch của Đức được ủ với men lên men hàng đầu của Saccharomyces cerevisiae ở nhiệt độ ấm, nhưng với giai đoạn bảo quản lạnh như obergäriges lagerbier (bia lager lên men nổi).
Cho đến thế kỷ 19, từ lagerbier (de) trong tiếng Đức đã đề cập đến tất cả các loại bia được lên men, làm lạnh chìm, trong các thế mạnh bình thường.  Tuy nhiên, ở Đức ngày nay, thuật ngữ này chủ yếu dành cho các kiểu bia phổ biến ở miền nam nước Đức, " Helles " (nhạt) và " Dunkel " (tối).  Pilsner, một nhiều hơn nhảy lager nhạt, thường được gọi là "Pilsner", "Pilsener", hoặc "Pils". Những loại lager khác là Bock, Märzen và Schwarzbier. Ở Vương quốc Anh, thuật ngữ "lager" thường dùng để chỉ những lager nhạt có nguồn gốc từ phong cách Pilsner.

## Lịch sử bia lager

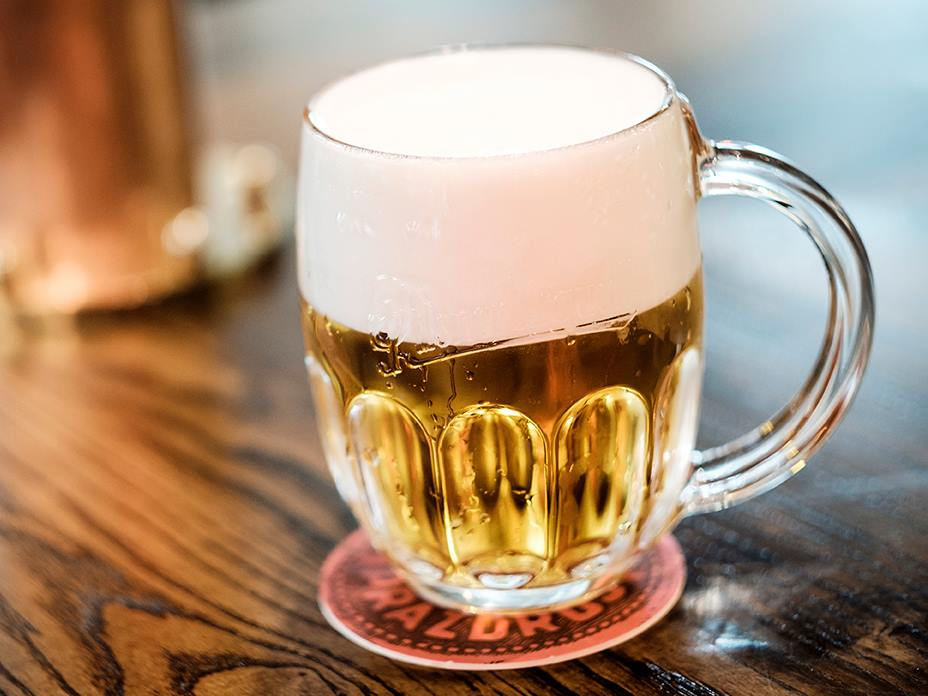
Czech Lager

Trong khi việc bảo quản bia lạnh, "lagering", chẳng hạn trong các hang động, là một thói quen phổ biến trong suốt thời trung cổ, men lên men dưới đáy dường như đã xuất hiện như một sự lai tạo vào đầu thế kỷ XV.  Vào năm 2011, một nhóm các nhà nghiên cứu tuyên bố đã phát hiện ra rằng Saccharomyces eubayanus chịu trách nhiệm tạo ra loại men lai được sử dụng để tạo ra lager.
Dựa trên số lượng nhà máy bia, sản xuất bia lager trở thành hình thức sản xuất bia chính ở Bohemia trong khoảng thời gian từ 1860 đến 1870, như trong bảng sau:
| Năm  | Tổng số nhà máy bia | Nhà máy bia Lager | Tỷ lệ phần trăm Lager |
| ---- | ------------------- | ----------------- | --------------------- |
| 1860 | 420                 | 135               | 32,5%                 |
| 1865 | 540                 | 459               | 85,0%                 |
| 1870 | 849                 | 831               | 97,9%                 |

Vào thế kỷ 19, trước khi có sự ra đời của điện lạnh, các nhà sản xuất bia Đức sẽ đào hầm để làm chậm và lấp đầy chúng bằng nước đá từ các hồ và sông gần đó, sẽ làm mát bia trong những tháng mùa hè.  Để tiếp tục bảo vệ các hầm rượu khỏi cái nóng mùa hè, họ sẽ trồng những cây hạt dẻ, có tán rộng, tán cây rậm rạp nhưng rễ nông không xâm nhập vào các hang động.  Việc thực hành phục vụ bia tại các địa điểm này phát triển thành khu vườn bia hiện đại.
Sự gia tăng của lager đã gắn liền với sự phát triển của điện lạnh, vì điện lạnh đã có thể sản xuất lager quanh năm (sản xuất bia vào mùa hè trước đây đã bị cấm ở nhiều địa điểm trên khắp nước Đức) nhiều nơi hơn và giữ lạnh cho đến khi phục vụ.  Những chiếc xe tăng làm lạnh quy mô lớn đầu tiên được phát triển cho Nhà máy bia Spaten của Gabriel Sedelmayr ở Munich bởi Carl von Linde vào năm 1870.

## Quy trình sản xuất
Bia Lager sử dụng một quá trình lên men lạnh, tiếp theo là ủ trong kho lạnh.  Từ tiếng Đức "Lager" có nghĩa là kho.  Loại men thường được sử dụng với sản xuất bia lager là Saccharomyces pastorianus.  Nó là họ hàng gần của nấm men saccharomyces cerevisiae được sử dụng cho các loại bia lên men ấm.
Mặc dù bị cấm theo truyền thống Reinheitsrideot của Đức, lager ở một số quốc gia thường có tỷ lệ lớn các chất bổ sung, thường là gạo hoặc ngô.  Điều chỉnh vào Hoa Kỳ sản xuất bia như một phương tiện làm mỏng cơ thể của bia Hoa Kỳ, cân bằng lượng lớn protein được giới thiệu bởi lúa mạch sáu hàng.  Các chất điều chỉnh thường được sử dụng hiện nay trong sản xuất bia để giới thiệu một lượng lớn đường và do đó làm tăng ABV, với giá thấp hơn so với công thức sử dụng hóa đơn ngũ cốc.  Tuy nhiên, có những trường hợp sử dụng bổ trợ thực sự làm tăng chi phí sản xuất.

## Biến thể
Các ví dụ về các loại bia nhẹ được sản xuất trên toàn thế giới rất khác nhau về hương vị, màu sắc, thành phần và nồng độ cồn.

### Kiểu mẫu
- Pale lager
  - Helles
  - Pilsner
  - Märzen
  - Bock
- Lager đen
  - Dunkel
  - Doppelbock
  - Schwarzbier

#### Pale lager

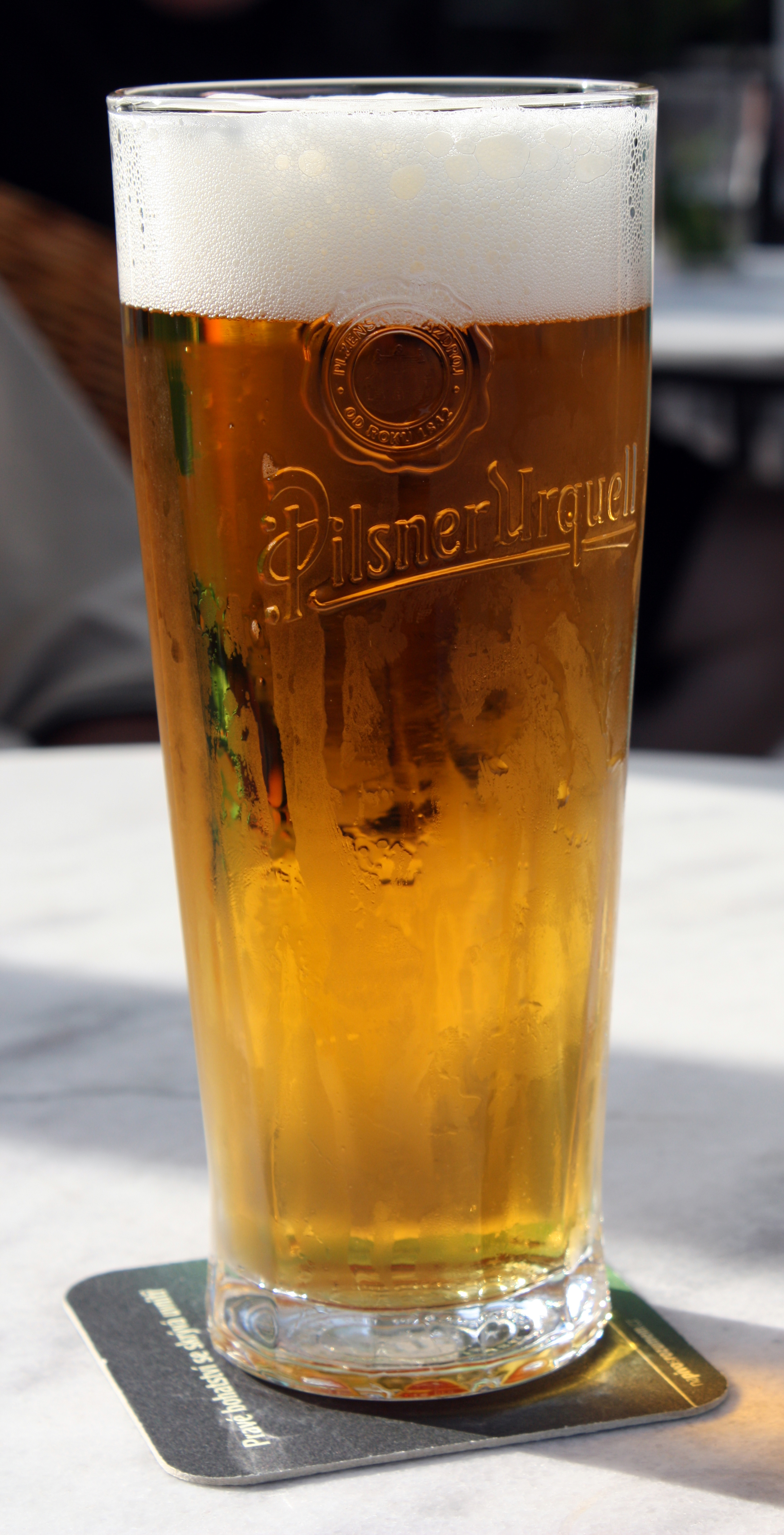
Bia Pilsener của Séc

Các loại bia lager phổ biến nhất trong sản xuất trên toàn thế giới là Pale lager.  Hương vị của Pale lager này thường nhẹ và các nhà sản xuất thường khuyên rằng bia nên được bảo quản trong tủ lạnh.
Pale lager là một lager rất nhạt đến màu vàng với một độ nhẹ và đắng  noble hop.  Quá trình sản xuất bia cho loại bia này được phát triển vào giữa thế kỷ 19 khi Gabriel Sedlmayr áp dụng kỹ thuật sản xuất bia pale  trở lại Spaten Brewery ở Đức và áp dụng nó vào các phương pháp sản xuất bia hiện có.
Cách tiếp cận này được chọn bởi các nhà sản xuất bia khác, đáng chú ý nhất là Josef Groll, nhà sản xuất ở Bohemia (nay thuộc Cộng hòa Séc), loại bia Pilsner đầu tiên có tên là Pilsner Urquell.  Kết quả là các loại bia có màu nhạt và ổn định đã rất thành công và dần dần lan rộng trên toàn cầu để trở thành dạng bia được tiêu thụ phổ biến nhất trên thế giới hiện nay.

#### Vienna lager
Lager Vienna màu hổ phách đặc biệt được phát triển bởi nhà sản xuất bia Anton Dreher ở Vienna vào năm 1841.  Các nhà sản xuất bia nói tiếng Đức di cư đến Mexico vào cuối thế kỷ 19, trong Đế chế Mexico thứ hai, đã mang phong cách với họ.  Lager Vienna truyền thống là một loại bia màu nâu đỏ hoặc màu đồng với thân trung bình và vị ngọt mạch nha nhẹ, trong khi lager Vienna của Mexico, được phát triển bởi Santiago Graf có màu hơi đậm hơn và hương vị rang.  Mùi thơm và hương vị mạch nha có thể có một đặc tính nướng.  Mặc dù tên của chúng, lager Vienna thường không phổ biến ở lục địa châu Âu ngày nay nhưng có thể được tìm thấy thường xuyên ở Bắc Mỹ, nơi nó thường được gọi là kiểu lager pre-Prohibition (thường được gọi tắt là "pre-Prohibition lager") ở Mỹ trước năm 1919.  Những ví dụ đáng chú ý bao gồm Samuel Adams Boston Lager, Great Lakes Eliot Ness, Devils Backbone Vienna Lager, Abita Amber, Yuengling Traditional Lager, Dos Equis Ámbar, August Schell brew Company Firebrick và Negra Modelo.  Ở Na Uy, phong cách này vẫn giữ được sự phổ biến trước đây và vẫn được hầu hết các nhà máy bia lớn sản xuất. 

#### Lager đen

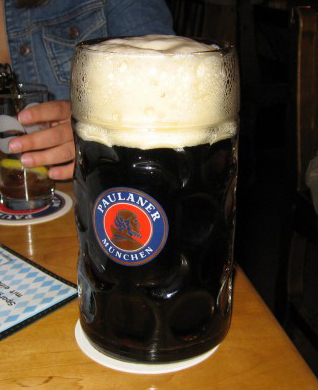
Bia Dunkel của Đức

Lagers có thể đã chủ yếu là bia đen cho đến những năm 1840; lager nhạt không phổ biến cho đến cuối thế kỷ 19 khi những tiến bộ công nghệ làm cho chúng dễ sản xuất hơn.  Lager đen thường có màu từ hổ phách đến nâu đỏ sẫm, và có thể được gọi là Vienna, hổ phách, dunkel, tmavé hoặc schwarzbier tùy thuộc vào khu vực, màu sắc hoặc phương pháp sản xuất bia.
Tmavé là tiếng Séc có nghĩa là "bóng tối", do đó, thuật ngữ cho một loại bia đen ở Cộng hòa Séc - các loại bia có màu tối đến mức đen được gọi là černé pivo, "bia đen". Dunkel là tiếng Đức có nghĩa là "bóng tối", do đó, thuật ngữ cho một loại bia đen ở Đức.  Với nồng độ cồn từ 4,5% đến 6% theo thể tích, dunkel yếu hơn Doppelbocks, một loại bia đen truyền thống khác của Bavaria.  Dunkels là phong cách ban đầu của các làng và vùng nông thôn Bavaria.  Schwarzbier, một loại bia đen hơn, gần như đen hơn với hương vị sô cô la hoặc cam thảo, tương tự như bia đen, chủ yếu được ủ ở Sachsen và Thuringia.
Năm 2010, nhà sản xuất bia Diageo, một phần của nhà sản xuất bia Ailen Guinness đã phát hành thương hiệu Guinness Black Lager của riêng họ.